# Draba ventosa
Draba ventosa là một loài thực vật có hoa trong họ Cải. Loài này được A.Gray mô tả khoa học đầu tiên năm 1874.